# Vrienden van Tibet
Vrienden van Tibet en het Franse Les Amis du Tibet zijn samen een Belgische niet-gouvernementele organisatie (NGO), dat zich richt op de bevordering van het zelfbeschikkingsrecht van Tibetanen en de bescherming van de Tibetaanse cultuur. De organisatie is lid van de International Tibet Support Network.
De vereniging noemt zich politiek, filosofisch en religieus onafhankelijk, maar streeft niettemin het middenwegprincipe van de veertiende dalai lama Tenzin Gyatso na. Dit principe gaat uit van een betekenisvolle autonomie binnen China.
Na een actieve start was de organisatie begin jaren 2000 nagenoeg inactief totdat het in 2007 nieuw leven in werd geblazen. Ze houdt zich bezig met de organisatie van campagnes, vreedzame acties en herdenkingswakes voor slachtoffers in Tibet.
Vrienden van Tibet werkt samen met het Bureau van Tibet, de officiële vertegenwoordiging van de dalai lama, en de vestiging van de International Campaign for Tibet, beide in Brussel en de Tibet Support Groep in Amsterdam. Een organisatie die zich richt op het Tibetaans boeddhisme in België is het Tibetaans Instituut.